# Wessinghuizen
Wessinghuizen (Gronings: Weskenhoezen) is een buurtschap in de gemeente Stadskanaal in de Nederlandse provincie Groningen. Het hoort landschappelijk bij Westerwolde. Wessinghuizen ligt ten noordoosten van Onstwedde, op de plek waar de Ruiten-Aa en de Mussel-Aa samenvloeien en verder stromen als de Westerwoldse Aa.
De prefix Wessing- komt net als bij Wetsinge van de mansnaam Wirki.

## Geschiedenis
De buurtschap behoort tot de oudere nederzettingen in de huidige gemeente Stadskanaal. Het werd gesticht op een zandhoogte langs de Ruiten Aa. De zandhoogte Jardinghkamp in het zuiden van de vroegere marke van Wessinghuizen wordt al genoemd in 1391, als vlak bij de buurtschap Egge Addinga, de Heer van Westerwolde, wordt vermoord door 'groete Heijne Balinck'. Het dorp zelf wordt voor het eerst genoemd als de burscapp Wertzinge huzen in 1472, toen Hans Menens er een huis en een hof verkocht aan Egge II Addinga.
De buurtschap had een eigen marke, die oorspronkelijk uit 5 boerderijen bestond met elk 8 waardelen. Het grootste deel van de grond bestond uit 'woeste grond'; zandheide, heide en hoogveen in het noordwesten. De buurtschap groeide vanaf de 16e eeuw nauwelijks meer.
In 1876 werd de marke verdeeld, waarna een aantal ontginningswegen werd aangelegd, zoals de Achterholtsweg, Onstwedderweg en nog een aantal wegen. 
Verbindingen met de buitenwereld bestonden tot ver in de 20e eeuw alleen uit bij nat weer slecht begaanbare zandwegen. Pas in 1957 werden verharde wegen aangelegd. Toen werd ook de huidige Engelkensbrug gelegd over de Ruiten Aa. Deze activiteiten waren onderdeel van de ruilverkaveling van Onstwedde, die in 1979 werd afgerond. Daarbij werden ook veel rivieren gekanaliseerd.
De grootste wijzigingen in de percelen volgden echter pas bij een nieuwe herinrichting in de jaren 1990, toen het landschap grootschalig werd gerationaliseerd. Kleine kavels werden vergroot en een aantal wegen werd verwijderd. Het oostelijkste deel langs de (hergemeanderde) Ruiten-Aa werd onderdeel van het Natuurnetwerk Nederland.

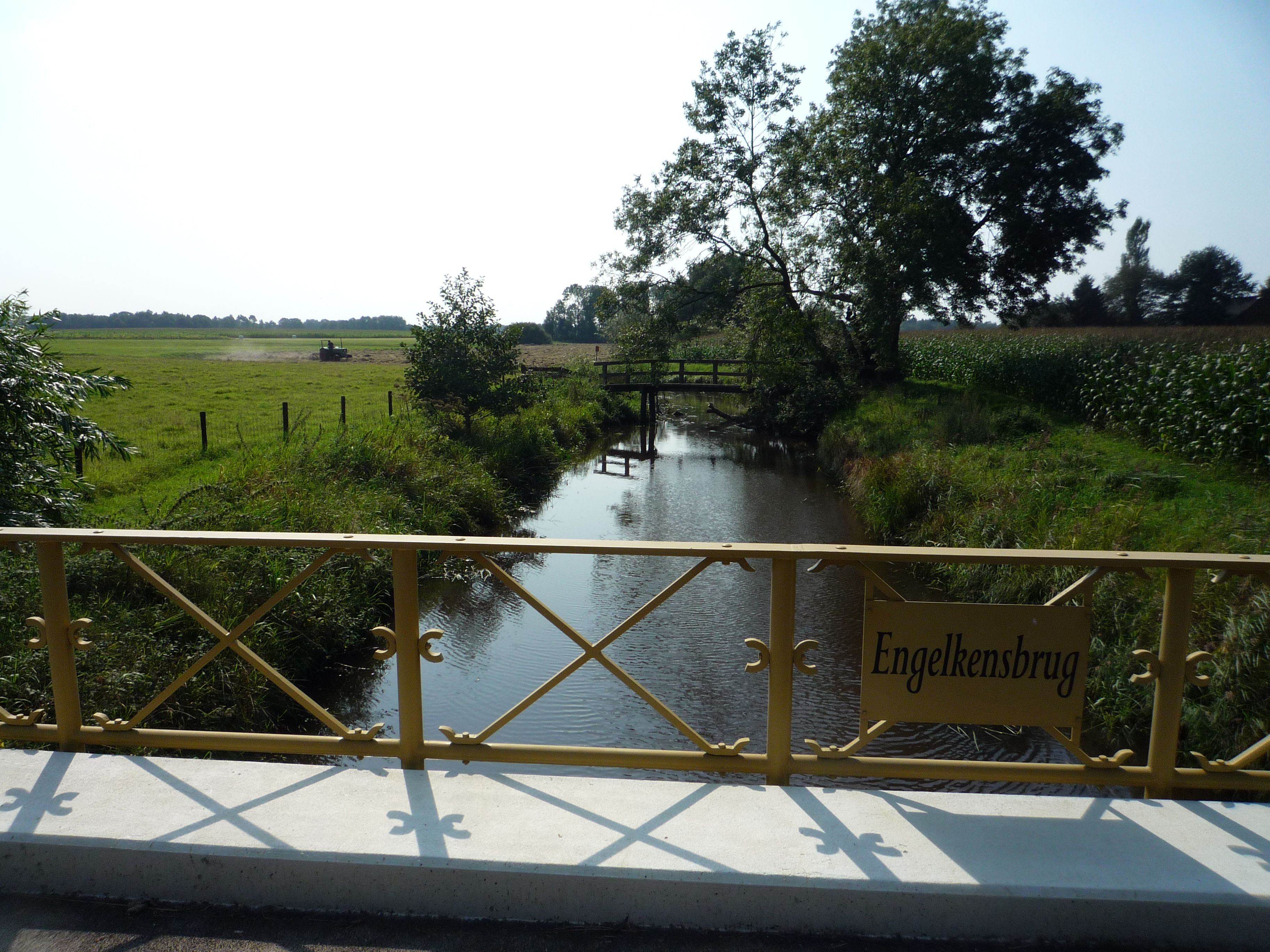
Ruiten Aa vanaf de Engelkensbrug ten zuidoosten van Wessinghuizen